# Ochodaeus inscutellaris
Ochodaeus inscutellaris is een keversoort uit de familie Ochodaeidae. De wetenschappelijke naam van de soort is voor het eerst geldig gepubliceerd in 1899 door Pic.